# Pearce (Familienname)
Pearce ist ein englischer Familienname.

## Namensträger
- Adam Pearce (* 1997), australischer Fußballtorhüter
- Alex Pearce (* 1988), schottischer Fußballspieler
- Alexander Pearce (1790–1824), britischer Sträfling und Kannibale
- Alice Pearce (1917–1966), US-amerikanische Schauspielerin
- Allan Pearce (* 1983), australischer Fußballspieler
- Benjamin W. Pearce (1816–1870), US-amerikanischer Politiker
- Beth Pearce, US-amerikanische Politikerin
- Brad Pearce (* 1966), US-amerikanischer Tennisspieler
- Bryan Pearce (1929–2007), englischer Maler
- Carly Pearce (* 1990), US-amerikanische Countrysängerin
- Charles Pearce (Fußballspieler), englischer Fußballspieler
- Charles E. M. Pearce (Charles Edward Miller Pearce; 1940–2012), neuseeländischer Mathematiker
- Charles Edward Pearce (1842–1902), US-amerikanischer Politiker
- Charles Sprague Pearce (1851–1914), US-amerikanischer Maler
- Cheryl Pearce, australische Militärangehörige, Generalmajor der Australischen Armee
- Chris Pearce (* 1963), australischer Politiker
- Christiane Pearce-Blumhoff (1942–2023), deutsche Schauspielerin
- Christie Pearce (* 1975), US-amerikanische Fußballspielerin
- Colby Pearce (* 1972), US-amerikanischer Radrennfahrer
- Colleen Pearce (* 1961), australische Hockeyspielerin
- Craig Pearce, australischer Drehbuchautor
- Cyril Pearce (1908–1990), englischer Fußballspieler
- Dave L. Pearce (1904–1984), US-amerikanischer Politiker
- David Pearce (Politiker) (* 1960), US-amerikanischer Politiker
- David Pearce (Philosoph), britischer Philosoph
- David D. Pearce (* 1950), US-amerikanischer Diplomat
- David G. Pearce (* 1956), US-amerikanischer Ökonom
- David W. Pearce (1941–2005), britischer Ökonom
- Dick Pearce (* 1951), britischer Musiker
- Donn Pearce (1928–2017), US-amerikanischer Autor
- Drew Pearce (* 1975), britischer Drehbuchautor, Regisseur und Produzent
- Dusty Pearce (* 1975), US-amerikanisch-deutscher American-Football-Spieler
- Dutee Jerauld Pearce (1789–1849), US-amerikanischer Politiker
- Edward Pearce, Baron Pearce (1901–1990), britischer Jurist
- Edward Lovett Pearce (1699–1733), irischer Architekt
- Edward Pearce (Geschäftsmann) (1833–1899), US-amerikanischer Geschäftsmann
- Eric Pearce (* 1931), australischer Hockeyspieler
- Erika L. Pearce (* 1972), US-amerikanische Zellbiologin und Immunologin
- Frank Pearce, US-amerikanischer Spieleentwickler
- Fred Pearce (* 1951), britischer Autor und Journalist
- Gary Pearce (* 1944), australischer Ruderer
- George Pearce (1870–1952), australischer Politiker
- George Hamilton Pearce (1921–2015), US-amerikanischer Geistlicher, Erzbischof von Suva
- Gordon Pearce (* 1934), australischer Hockeyspieler
- Guy Pearce (* 1967), australisch-britischer Schauspieler
- Heath Pearce (* 1984), US-amerikanischer Fußballspieler
- Hen Pearce (1777–1809), englischer Boxer in der Bare-knuckle-Ära
- Henry Pearce (1905–1976), australisch-kanadischer Ruderer
- Howard Pearce (* 1949), britischer Gouverneur der Falklandinseln
- Hugo Leipziger-Pearce (1902–1998), deutscher Architekt
- Ian Pearce (Musiker) (1921–2012), australischer Jazzpianist
- Ian Pearce (Fußballspieler) (* 1974), englischer Fußballspieler
- Jacqueline Pearce (1943–2018), britische Schauspielerin
- James Pearce (1805–1862), US-amerikanischer Politiker
- James Pearce Jr. (* 2003), US-amerikanischer American-Football-Spieler
- John Pearce (Schauspieler) (1927–2000), US-amerikanischer Schauspieler
- John Pearce (Tennisspieler) (1923–1992), australischer Tennisspieler
- John Pearce (Fußballspieler, 1940) (* 1940), englischer Fußballspieler
- John Pearce (Pianist) (* 1944), britischer Jazz-Pianist
- John Pearce (Fußballspieler, 1950) (* 1950), englischer Fußballspieler
- John Pearce (Reiter) (* 1960), kanadischer Springreiter
- John Jamison Pearce (1826–1912), US-amerikanischer Politiker
- Jordan Pearce (* 1986), US-amerikanischer Eishockeyspieler
- Joshua Pearce, Hochschullehrer und Ingenieurwissenschaftler
- Julian Pearce (* 1937), australischer Hockeyspieler
- Kevin Pearce (* 1987), US-amerikanischer Snowboardfahrer
- Krystian Pearce (* 1990), barbadischer Fußballspieler
- Lennard Pearce (1915–1984), britischer Schauspieler
- Louise Pearce (1885–1959), US-amerikanische Medizinerin und Forscherin
- Luke Pearce (* 1978), englischer Rugby-Union-Schiedsrichter
- Mel Pearce (1928–2011), australischer Hockeyspieler
- Michael Pearce (Autor) (1933–2022), britischer Schriftsteller
- Michael Pearce (Maler) (* 1965), US-amerikanischer Maler mit britischen Wurzeln
- Nathaniel Pearce (1779–1820), britischer Abenteurer, Afrikareisender und Reiseschriftsteller
- Nick Pearce (* 1967), englischer Snookerspieler
- Philip L. Pearce (1951–2020), australischer Tourismuswissenschaftler
- Philippa Pearce (1920–2006), britische Autorin
- Richard Pearce (Botaniker) (um 1835–1868), britischer Botaniker
- Richard Pearce (Regisseur) (* 1943), US-amerikanischer Regisseur und Produzent
- Richard Pearce (* 1951), britischer Musiker, siehe Dick Pearce
- Richard Pearce (Schauspieler) (* 1961), britischer Schauspieler
- Robert E. Pearce (1908–1996), US-amerikanischer Ringer
- Roy Harvey Pearce (1919–2012), US-amerikanischer Literaturwissenschaftler
- Simon Pearce (* 1981), deutscher Schauspieler
- Slade Pearce (* 1995), US-amerikanischer Schauspieler
- Susan M. Pearce (* 1942), britische Historikerin, Hochschullehrerin an der University of Leicester
- Steve Pearce (* 1947), US-amerikanischer Politiker
- Stuart Pearce (* 1962), englischer Fußballspieler und -trainer
- Sydney Pearce (1883–1930), australischer Rugbyspieler